# Церква святого Миколая Чудотворця (Чортків)
Церква святого Миколая Міренського в Чорткові — парафіяльний храм у Чорткові, що існував із 1714 до 1801 року в центральній частині міста. Була найдавніша і найперша церква Чорткова, що була в Старому Чорткові.

## Відомості
Йоахім Потоцький подарував храму землю під будівництво храму.
У 1714 році збудовано і освячено церкву. Чин освячення здійснив чортківський декан о. Василь Твердиєвич; 1715 році до церкви куплено тріодь пісний; 1721 році створено церковне братство; 1768 році дружина Йоахіма Потоцького Ева з Канєвських узаконила власність церковних земель; 1801 році церква згоріла. Причини пожежі невідомі. Парафію приєднали до парафії при церкві Успіння Пресвятої Богородиці.
Церква була з кістки тесаної, кругом опоясана і кожухована, ґонтами покрита, підлогу мала з дубових терлиць. Дзвіниця коло неї на шести стовпах в'язана на два стільці, гонтами побита, кожухована. Біля церкви було кладовище, допоки австрійська влада не зобов'язала міські уряди перенести їх за межі поселень.
Часто горіла, тому документів із XV-XVI століть не збереглося.

## Парохи
- о. Теодор Карчоковський
- о. Іван Зарицький
- о. Андрій Ліпніцький